# Bakule

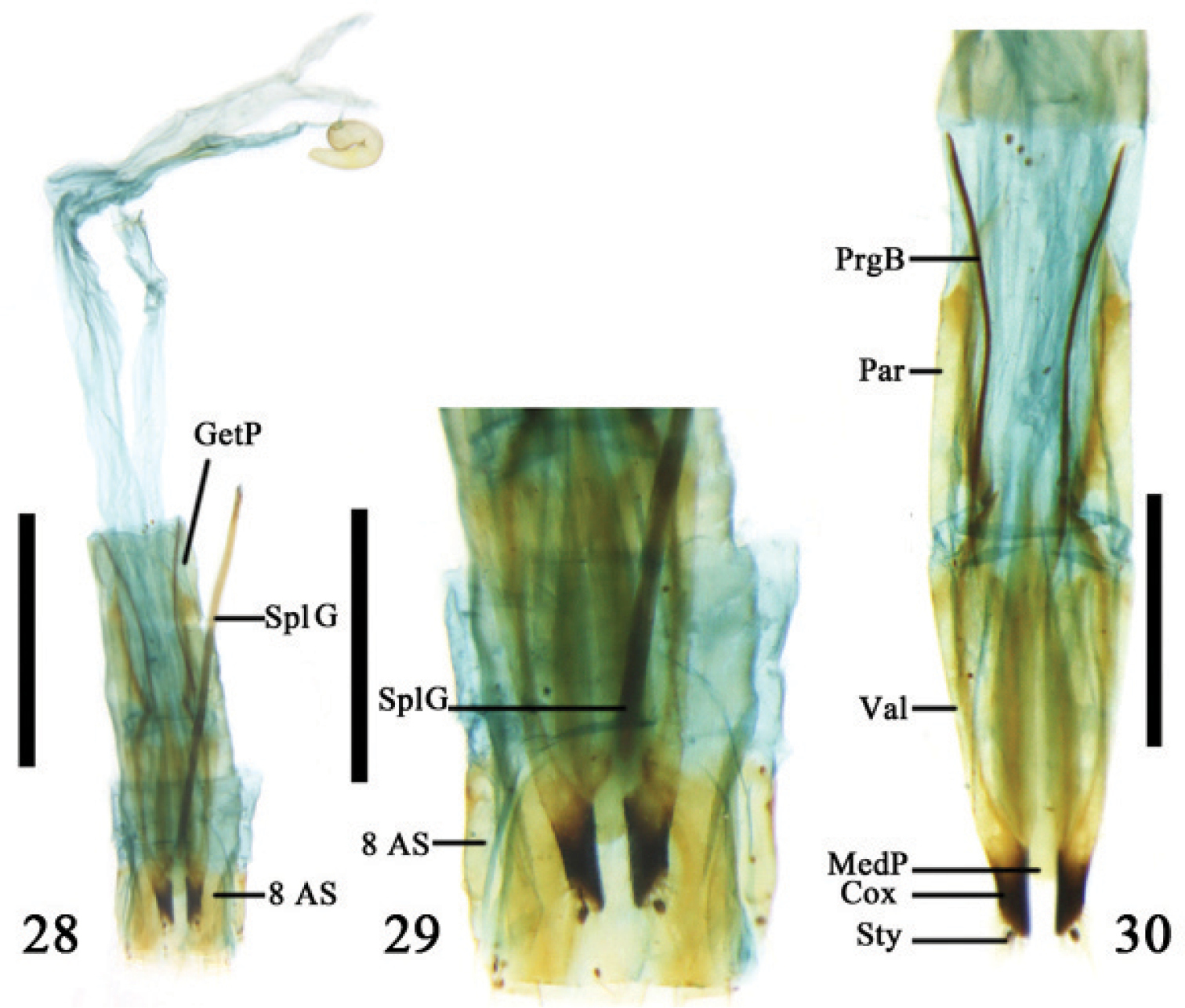
Pokładełko i ósmy segment odwłokowy samicy przemianki tarninówki. Cox: koksyt, GetP: kieszonka genitalna, MedP: płytka środkowa, Par: paraprokt, PrgB: bakula proktigeru, SplG: spiculum gastrale, Styl: gonostylik (stylus), Val: walwifer.

Bakule (łac. baculi, l.poj. łac. baculum) – specyficzne skleryty występujące w pokładełku niektórych samic owadów z rzędu chrząszczy.
Bakule są silnie wydłużonymi sklerytami dziewiątego segmentu odwłoka. Przyjmują formę beleczek, poprzeczek lub rozpórek. Najczęściej po parze podłużnych bakuli obecnych jest na proktigerze i na paraproktach. Z kolei poprzeczna bakula często występuje w nasadowej części koksytu, będącego dystalną (odsiebną) częścią gonokoksytu.
Bakule stanowią wsparcie dla błoniastych elementów pokładełka i służą usztywnieniu ściany tego narządu. 